# František Koutný (odbojář)
František Koutný (21. května 1899 Veselíčko – 24. září 1942 Věznice Plötzensee) byl český železniční úředník, činovník Sokola a odbojář popravený nacisty.

## Život
František Koutný se narodil 21. května 1899 ve Veselíčku. Pracoval jako adjunkt Československých státních drah. V roce 1927 se oženil s Andělou Matějovou. Manželé žili v Kylešovicích, od roku 1938 v Proskovicích. František Koutný působil jako sokolský činovník, v roce 1939 zastával post župního jednatele. Po německé okupaci v březnu 1939 vstoupil do protinacistického odboje v řadách Obrany národa, kde využil svou profesi a převzal zodpovědnost za spojení a dopravu. Během tzv. 2. období se spolupodílel na řídících strukturách Obrany národa. Za svou činnost byl 9. března 1940 zatčen gestapem a do ledna 1942 vyslýchán. Dne 26. června 1942 byl v Berlíně odsouzen k trestu smrti a dne 24. září téhož roku popraven gilotinou v berlínské věznici Plötzensee.